# Adeline Pond Adams
Pour les articles homonymes, voir Adams.
Adeline Valentine Pond Adams, née le 24 octobre 1859 à Boston (États-Unis) et morte le 1er juillet 1948 à New York, est une écrivaine d'art américaine. Les sujets principaux de ses écrits sont l'histoire de l'art, en particulier de la sculpture.    

## Biographie
Adeline Pond Adams a commencé ses études d'art à la Massachusetts Normal Art School en 1880. Après une brève période d'enseignement, elle s'installe à Paris, où elle continue ses études.  Elle y rencontre le sculpteur Herbert Adams en 1887. Celui-ci commence un buste d'elle, terminé en 1889, qui sera plus tard présenté à l'Exposition Universelle de 1893 à Chicago. Le couple se marie en 1889,. Ils collaborent sur des œuvres communes, comme Flora, un buste de femme achevé en 1898.
Adams écrit de nombreux articles et critiques sur la sculpture, largement publiés,,. En plus de multiples ouvrages sur le sujet, elle publie deux livres sur la mort de ses filles, Mary (1900) et Sylvia (1912).
Adams préconisait que les monuments de guerre soient créés par des sculpteurs professionnels plutôt que fabriqués en série en usine. Elle a également plaidé en faveur de sculptrices, notamment Laura Gardin Fraser, Evelyn Beatrice Longman, Janet Scudder, Bessie Porter Vonnoh, Abastenia St. Leger Eberle, et Anna Hyatt Huntington.
Le 14 décembre 1930, elle reçoit la médaille d'honneur spéciale de la National Sculpture Society pour sa contribution à l'avancée de la sculpture américaine à travers ses écrits. Elle est la troisième personne à recevoir cette médaille depuis sa création, après Daniel Chester French et Archer M. Huntington.
Adams meurt le 1erjuillet 1948 et est enterrée dans le cimetière de Forest Hills, à Boston.
Adams est membre de la Cornish Equal Suffrage League.

## Publications
- (en) Adeline Pond Adams, Mary, Cambridge, University Press, John Wilson and Son, 1900
- (en) Adeline Pond Adams, Our money and our medals, New York, 1910
- (en) Adeline Pond Adams, John Quincy Adams Ward: an appreciation, New York, Gilliss press, 1912 (lire en ligne)
- (en) Adeline Pond Adams, Sylvia, New York, 1912 (lire en ligne)
- (en) Adeline Pond Adams, « An exhibition of American sculpture », Metropolitan Museum of Art bulletin, vol. 13, no 3,‎ 1918
- (en) Adeline Pond Adams, The spirit of American sculpture, Kessinger Publishing, 1923 (ISBN 0766195813, OCLC 82370611, lire en ligne)
- (en) Adeline Pond Adams, Daniel Chester French, sculptor, Boston, New York : Houghton Mifflin Company, 1932 (lire en ligne)
- (en) Adeline Pond Adams, Childe Hassam, American Academy of Arts and Letters, 1938